# Виктория (остров, Россия)
Викто́рия — небольшой отдельно лежащий арктический остров России, расположенный в Баренцевом море между архипелагами Шпицберген (Норвегия) и Земля Франца-Иосифа (Россия). Площадь около 10,8 км².
Административно входит в Архангельскую область в составе административно-территориальной единицы островные территории Земля Франца-Иосифа и остров Виктория.
Длина — около 5 км, ширина — 2,5 км.
В сентябре 1932 года, после шестилетнего территориального спора с Норвегией, остров был признан территорией СССР и включён в состав РСФСР. Постоянного населения по состоянию на 2016 год не имеет, хотя в 1959—1992 годах на острове действовала полярная станция с постоянной ротацией персонала учёных и военных (в настоящее время законсервирована). В XXI веке, в связи с глобальным потеплением, остров постепенно теряет свой ледяной купол. Имеет определённый туристический и транзитный потенциал, так как расположен на пути следования судов, в том числе и подлодок, к Северному полюсу.

## Географические сведения

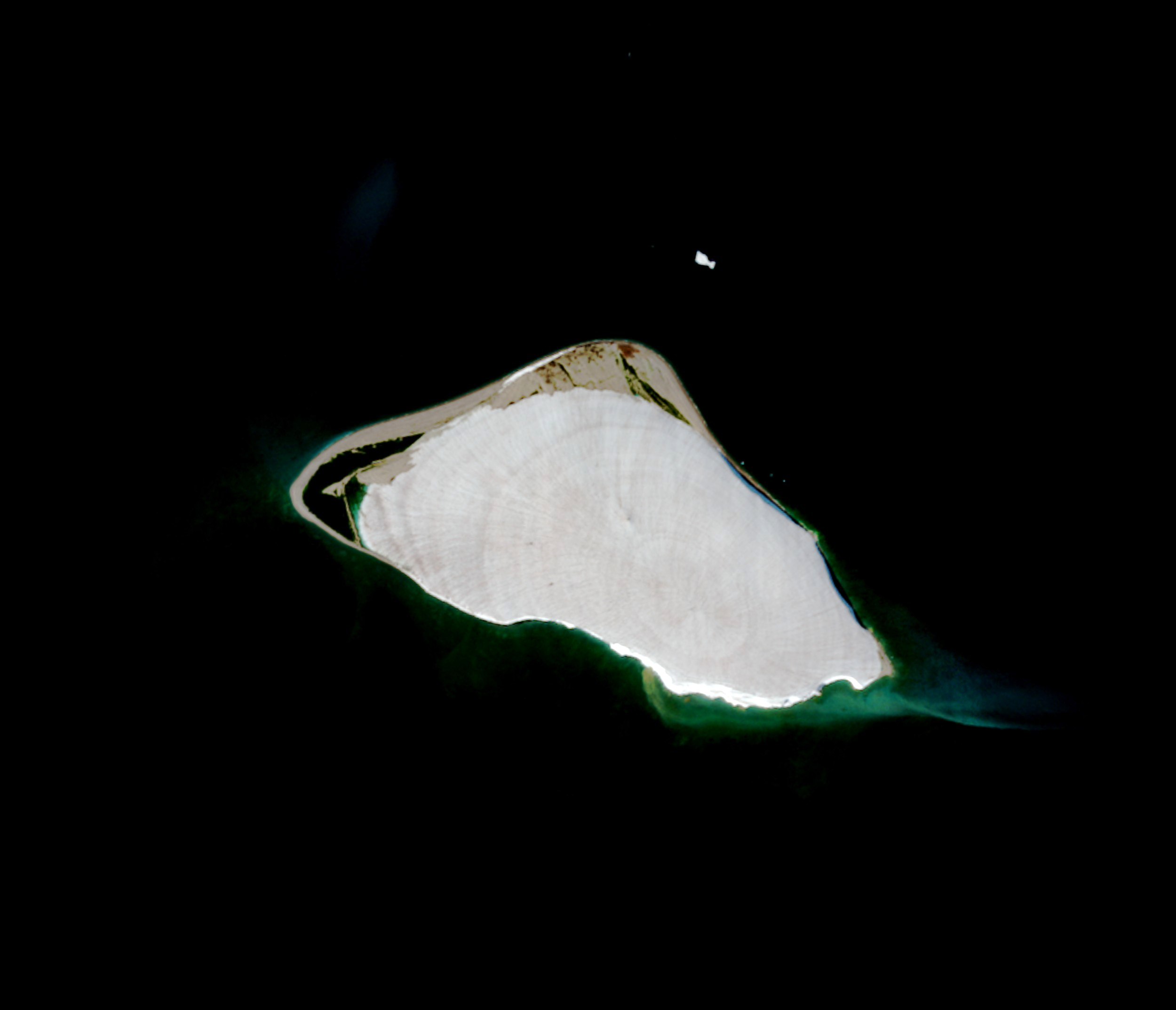
Фотография Sentinel-2 острова от 2020 года.

Имеет треугольную форму, с острой вершиной у северной оконечности. Является самым северо-западным островом арктических владений России, находится на расстоянии около 60 км к востоку от восточной оконечности норвежского острова Белый (откуда он виден в хорошую погоду) и примерно в 170 км к западу от западной оконечности о. Земля Александры архипелага Земля Франца-Иосифа (Россия). Южное побережье острова условно омывает Баренцево море, северное — Северный Ледовитый океан. Таким образом, по острову проходит условная географическая граница между этими водными пространствами.
Крайняя северная точка острова — мыс Книпович.

### Ледниковый купол
Остров Виктория — один из «островов-ледяных шапок», по определению Н. Н. Зубова. Большую часть его территории до середины 1990-х годов занимал ледниковый купол, исключение составляла лишь небольшая коса площадью около 10 гектаров у северного края острова. Высота купола достигала 150 метров, у моря он заканчивается обрывом, причём по ледяной стене этого обрыва видно, что купол представляет собой несколько горизонтальных волнистых слоёв различной толщины. По мнению Зубова, толщина каждого слоя характеризует климатические условия года его образования:105, подобно годовым кольцам дерева.
С середины 1990-х годов площадь ледника на острове начала стремительно сокращаться по всему южному побережью, и к 2012 году ледник занимал лишь 6,1 км² или 56 % площади острова. Таким образом, глобальное потепление, оказывает влияние не только на климат, но и на рельеф острова. Процесс таяния ледника в настоящее время принял необратимый характер, и в скором времени остров, по-видимому, полностью от него освободится. По состоянию на 2022 год, ледниковый купол по-прежнему сохранялся на 80-90% острова.

## Исторические сведения

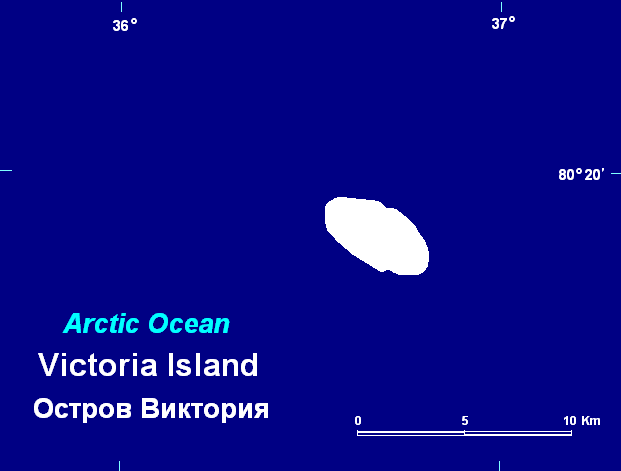
Остров Виктория

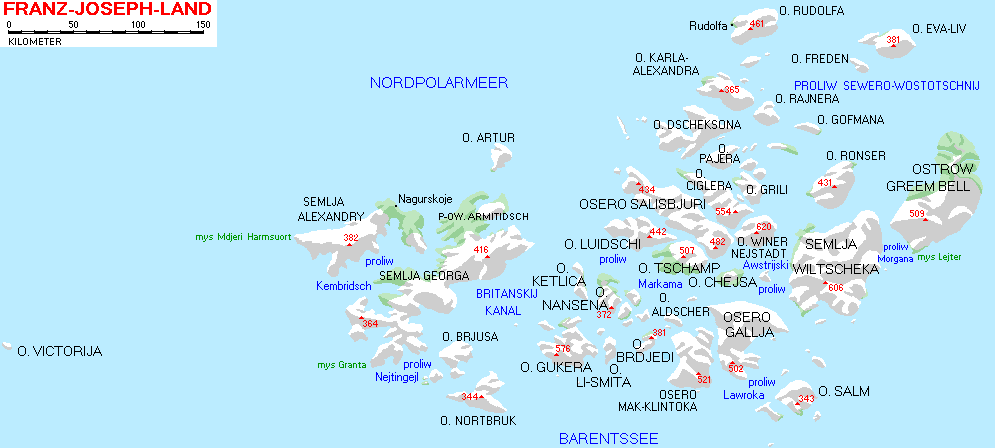
Расположение острова Виктория относительно Земли Франца Иосифа

Этот удалённый остров, не имевший коренных обитателей, был открыт 20 июля 1898 года норвежскими капитанами Й. Нильсеном (Johannes Nilsen) и Л. Б. Себулонсеном (Ludvig Bernard Sebulonsen). 21 июля капитан паровой яхты «Виктория» Й. Нильсен, владельцем которой являлся британский путешественник Арнольд Пайк, дал ему название в честь этого судна.

### Территориальный спор Норвегии и СССР

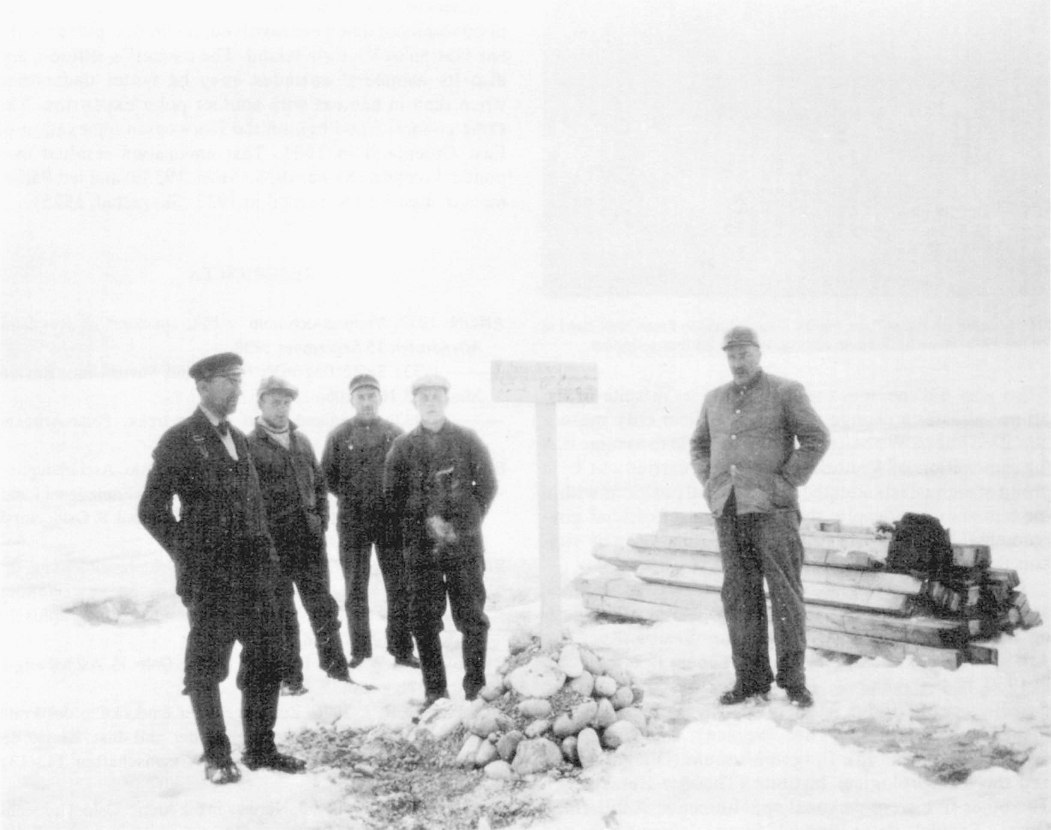
Высадка частной группы норвежцев на о. Виктория 8 июня 1930 года

Остров Виктория, как и Земля Франца-Иосифа, долгое время не был формально объявлен объектом территориальных претензий ни одной державы — вплоть до 1926 года, когда его присоединил СССР. Этот акт оспаривался до конца 1920-х годов Норвегией, которая безуспешно выдвигала свои претензии и пыталась переименовать архипелаг в «Землю Фритьофа Нансена».
Поскольку остров лежал вне границ полярных владений Норвегии, закреплённых договором о Шпицбергене 1920 года, он считался ничейной землёй, пока СССР не заявил свои права на него и на Землю Франца-Иосифа декретом от 15 апреля 1926 года, официально установившим границы полярных владений СССР. Норвегия заявила протест, но активных действий на государственном уровне не предприняла, полагаясь на инициативы частных лиц. В 1929—1930 годах Ларс Кристенсен, успешно присоединивший к Норвегии остров Буве, организовал частную экспедицию к острову. Однако, выйдя из Тромсё, она не смогла достичь своей цели.
29 июля 1929 года Отто Шмидт в ходе полярной экспедиции на ледокольном пароходе «Георгий Седов» водрузил на острове Гукера советский флаг и объявил Землю Франца-Иосифа частью СССР.
Вторая норвежская экспедиция была более результативной: 8 августа 1930 года в 04:30 утра команда из семи норвежцев во главе с Гуннаром Горном и капитаном Педером Эльясенном высадилась на остров Виктория, привезя туда инструменты и стройматериалы. Но к этому времени Земля Франца-Иосифа уже вошла в состав СССР и официальное правительство Норвегии отозвало граждан своей страны с острова, опасаясь открытой конфронтации с СССР.
В августе 1932 года советское научно-исследовательское судно «Николай Книпович» обошло вокруг острова Виктория. 29 августа экипаж высадился на него, и капитан С. В. Попов поднял на острове советский флаг, как на самом западном острове Советской Арктики:105.

### Освоение в составе СССР
С 1 ноября 1959 года на острове действовала полярная станция «Остров Виктория». Её обслуживали 2—5 сотрудников. 1 апреля 1994 года станция была законсервирована. С 1985 года до начала 1990-х годов на острове размещалась самая северная «точка» войск ПВО страны — 40-я отдельная радиолокационная рота (орлр) 3-го радиотехнического полка 4-й дивизии 10-й отдельной армии ПВО.

## Флора и фауна
На острове имеются лежбища моржей. Обитают белые медведи, из птиц обычна белая чайка. Планировалось, что остров войдёт в состав национального парка «Русская Арктика», но в итоге включён не был.